# Czyżouka (przystanek kolejowy)
Czyżouka (biał. Чыжоўка, ros. Чижовка) – przystanek kolejowy w pobliżu miejscowości Czyżouka, w rejonie rzeczyckim, w obwodzie homelskim, na Białorusi. Leży na linii Homel - Łuniniec - Żabinka.